# Higher Kinnerton
Higher Kinnerton è un centro abitato del Galles, situato nella contea del Flintshire.